# Krankenhaus Tauberbischofsheim
Das Krankenhaus Tauberbischofsheim (früher auch Kreiskrankenhaus Tauberbischofsheim) ist ein Krankenhaus der Grund- und Regelversorgung in Tauberbischofsheim im Main-Tauber-Kreis in Baden-Württemberg.

## Gliederung und Struktur

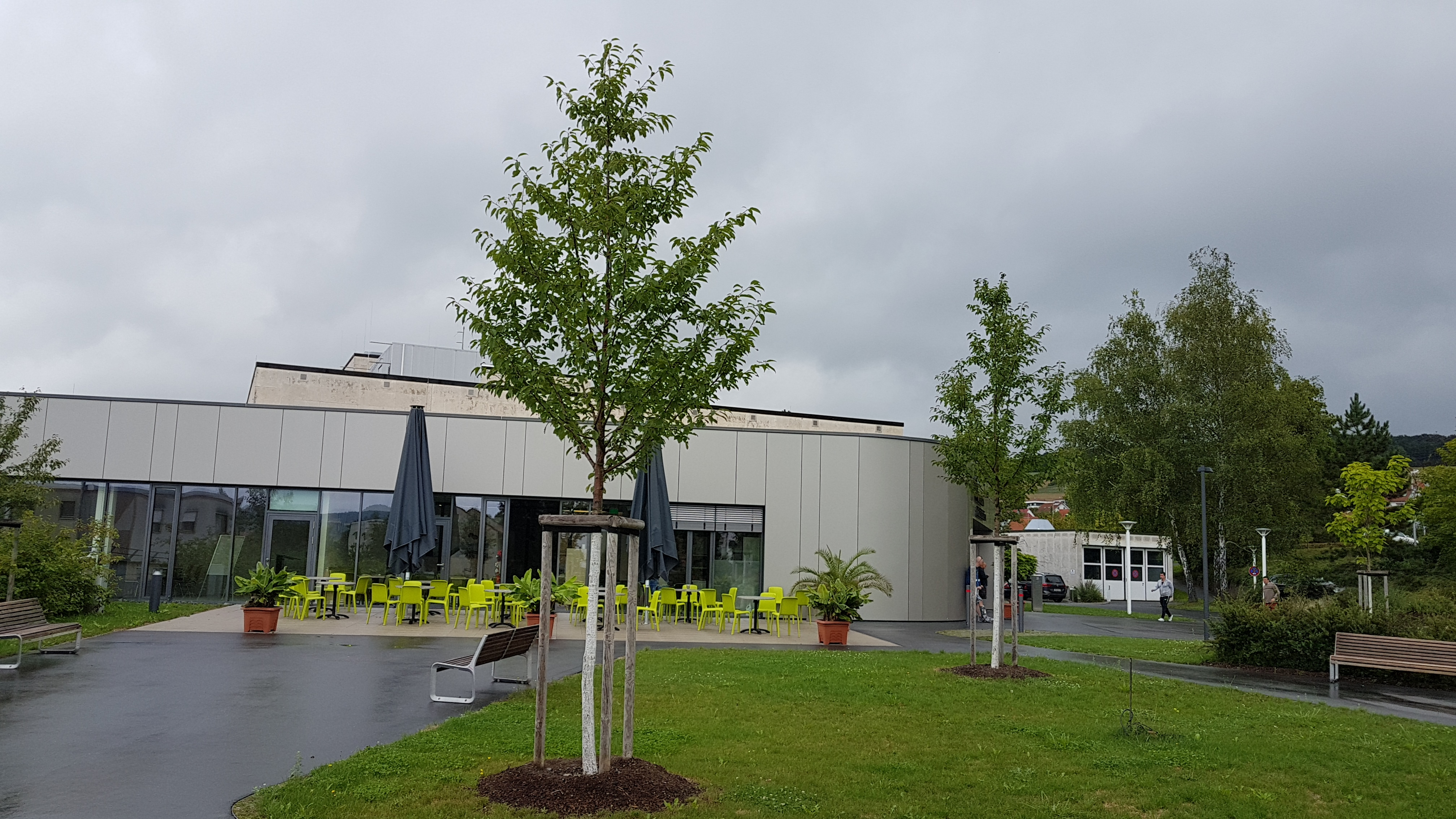
Blick auf das Krankenhaus Tauberbischofsheim, 2017

### Fachabteilungen
Das Krankenhaus Tauberbischofsheim gliedert sich in die drei Hauptfachabteilungen Chirurgie, Innere Medizin sowie Psychiatrie, Psychosomatische Medizin und Psychotherapie. Daneben gibt es noch eine Belegabteilung Gynäkologie.

### Trägerschaft
Zum 1. Januar 2012 wurde die Gesundheitsholding Tauberfranken gGmbH als gesellschaftsrechtliches und organisatorisches Dach der Krankenhaus und Heime Main-Tauber GmbH (KHMT) – bestehend aus dem Krankenhaus Tauberbischofsheim, dem benachbarten Seniorenzentrum Haus Heimberg sowie dem Seniorenzentrum Gerlachsheim – und der Caritas-Krankenhaus Bad Mergentheim gGmbH (CKBM) gegründet, wobei sowohl die KHMT das auch das CKBM als selbständige Gesellschaften weiterbestehen. Die gemeinsame Gesundheitsholding wird von drei Gesellschaftern getragen:
- Barmherzige Brüder Trier gGmbH (BBT-Gruppe) mit 51 Prozent
- Caritasverband der Diözese Rottenburg-Stuttgart mit 29 Prozent
- Main-Tauber-Kreis mit 20 Prozent

Die Gesellschafter der KHMT sind heute die Gesundheitsholding Tauberfranken und der Main-Tauber-Kreis. Die Geschäftsführung der KHMT liegt in den Händen der "Barmherzigen Brüder Trier gGmbH" (BBT).

### Daten und Fakten
Der Träger, die Gesundheitsholding Tauberfranken, kümmert sich um etwa 2150 Mitarbeiter, darunter etwa 250 Auszubildende, in zwei Krankenhäusern, drei medizinischen Versorgungszentren, drei Seniorenzentren und drei Berufsfachschulen um die medizinische und pflegerische Versorgung der Menschen in der Region.
Im Krankenhaus Tauberbischofsheim betragen die jährlichen Fallzahlen in den drei Fach- und einer Belegabteilung bei 241 Betten etwa 5000 bis 6000 stationäre und etwa 12.000 bis 13.000 ambulante Behandlungen. Die Anzahl der Beschäftigten beträgt, umgerechnet in Vollzeitkräfte, etwa 300 Mitarbeiter.

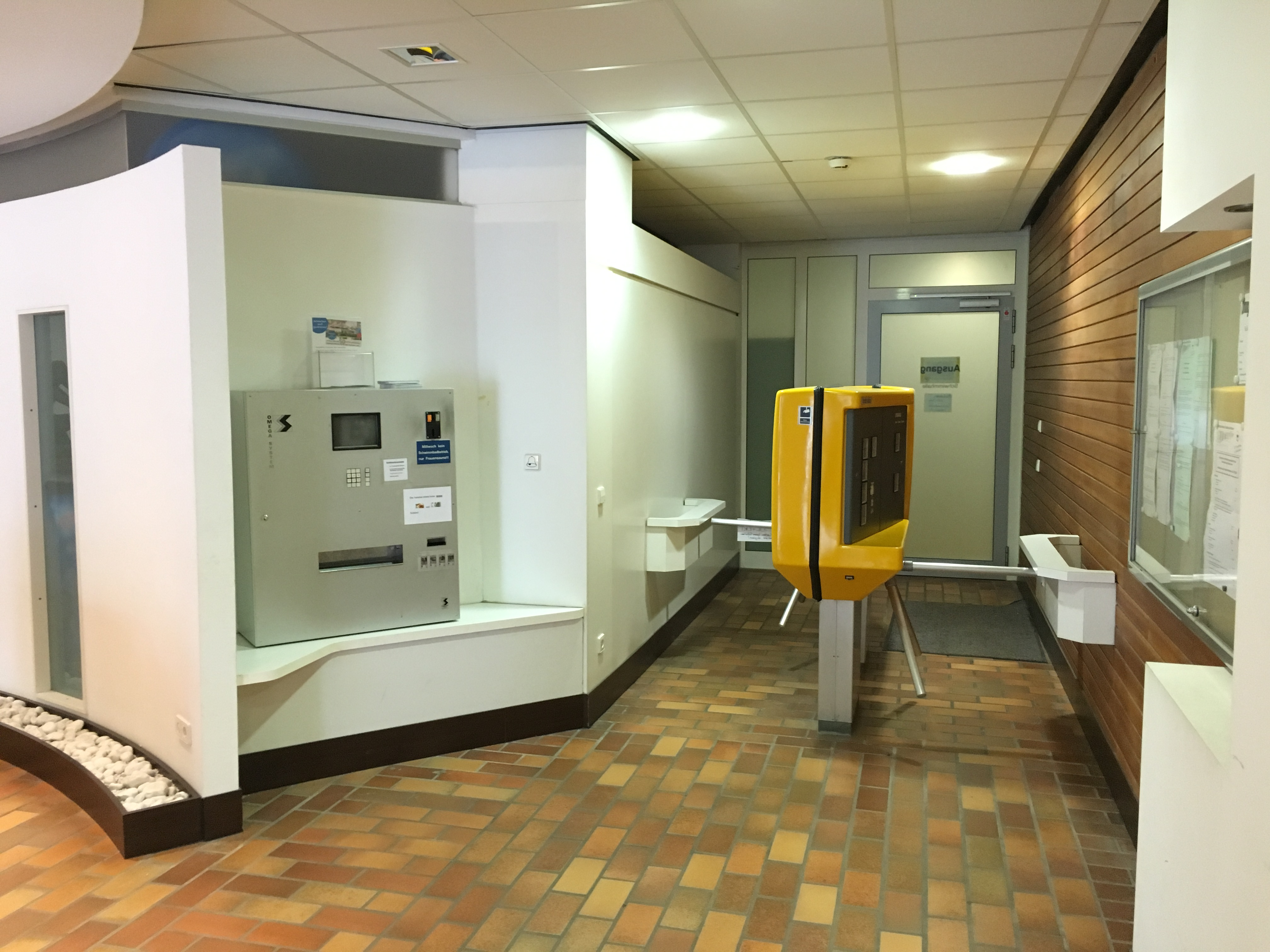
Eingangsbereich des Hallenbades in Tauberbischofsheim

## Hallenbad
Das Krankenhaus Tauberbischofsheim verfügt über ein öffentliches Hallenbad mit Bewegungsbad und Sauna.

## Krankenpflegeschule
Der Main-Tauber-Kreis ist Träger einer Krankenpflegeschule am Krankenhaus Tauberbischofsheim.